# Grace Kodindo
Grace Kodindo (1960) é uma ginecologista obstetra chadiense.

## Biografia
Kodindo cursou estudos de graduação e a escola de medicina da Universidade de Montreal.
Foi a chefe da unidade da maternidade no Hospital Central em N'Djamena por muitos anos. Em 2000, tornou-se presidente da Associação dos Ginecologistas de Chad, e recebeu o Prêmio de Serviço Comunitário Distinguido de Saúde Pública da FIGO / Columbia University Mailman pelo seu trabalho. Alguns anos depois, tornou-se professora da Mailman School of Public Health. Alguns de seus trabalhos foram apresentados em um filme da BBC de 2005, intitulado Dead Mums Don’t Cry.
Posteriormente, começou a trabalhar como assessora-chefe da Iniciativa de Acesso à Saúde Reprodutiva, Informações e Serviços em Configurações de Emergência (RAISE). Em 2009, fez parte de um programa na República Democrática do Congo de prestação de serviços para saúde reprodutiva; seu trabalho foi apresentado no documentário da BBC Grace Under Fire.